# Apogon cladophilos
Apogon cladophilos är en fiskart som beskrevs av Allen och Randall 2002. Apogon cladophilos ingår i släktet Apogon och familjen Apogonidae. Inga underarter finns listade i Catalogue of Life.